# Suphalomitus parvus
Suphalomitus parvus är en insektsart som beskrevs av Douglas E. Kimmins 1949. Suphalomitus parvus ingår i släktet Suphalomitus och familjen fjärilsländor. Inga underarter finns listade i Catalogue of Life.